# Kamen no Maid Guy
Kamen no Maid Guy (仮面のメイドガイ?, Kamen no Meido Gai) è un manga scritto e disegnato da Maruboro Akai e pubblicato nella rivista di fumetti per ragazzi (shōnen manga) Monthly Dragon Age dal 9 novembre 2004 al 9 marzo 2012. Dal manga è stata tratta una serie anime in 12 puntate (più un OAV) diretta da Masayuki Sakoi, animata dallo studio Madhouse e trasmessa in Giappone dal 5 aprile al 21 giugno 2008.

## Trama
Naeka Fujiwara e suo fratello sono i nipoti di un miliardario e gli eredi di tutta la sua fortuna. Lei è perseguitata segretamente da tutti coloro che desiderano la sua eredità. Al fine di proteggerla da ogni pericolo, riordinare casa e garantire la sua educazione viene chiamato il turbolento Kogarashi, un ex soldato divenuto un cameriere per riscattarsi.

## Personaggi
Naeka Fujiwara (富士原 な え か?, Fujiwara Naeka)
Doppiata da: Yuka Iguchi (originale), Marcella Silvestri (italiano)
La protagonista. Una studentessa della Scuola privata Shuuhou Seiha e vicecapitano del club di Kendō femminile. Sebbene sia molto attraente, Naeka dice di una guerriera indipendente. È molto indipendente e testarda, parla in maniera scurrile, non tollera la presenza di Kogarashi né tantomeno le sue lezioni di beneducazione e spesso lo punisce sonoramente.
Kogarashi (コガラシ?)
Doppiato da: Mugihito (originale), Pietro Ubaldi (italiano)
Il personaggio che dà il titolo alla serie e coprotagonista. È un uomo enorme vestito da cameriera che indossa una maschera. In passato è stato un assassino ed è diventato un cameriere per riscattarsi. Nonostante le apparenze è un tipo molto simpatico e divertente e spesso e volentieri fa scherzi (anche di cattivo gusto) a Naeka anche se molto fondamentali per la sua educazione.

## Media

### Manga
Il manga, scritto e disegnato da Maruboro Akai, è stato serializzato dal 9 novembre 2004 al 9 marzo 2012 sulla rivista Monthly Dragon Age edita da Fujimi Shobō. I vari capitoli sono stati raccolti in quindici volumi tankōbon pubblicati dal 30 maggio 2005 al 7 maggio 2012.

#### Volumi
| Nº | Data di prima pubblicazione                                   | Data di prima pubblicazione                                                 | Data di prima pubblicazione |
| Nº | Giapponese                                                    | Giapponese                                                                  |                             |
| -- | ------------------------------------------------------------- | --------------------------------------------------------------------------- | --------------------------- |
| 1  | 30 maggio 2005                                                | ISBN 4-04-712407-9                                                          |                             |
| 2  | 29 novembre 2005                                              | ISBN 4-04-712433-8                                                          |                             |
| 3  | 27 aprile 2006                                                | ISBN 4-04-712450-8                                                          |                             |
| 4  | 29 agosto 2006                                                | ISBN 4-04-712462-1                                                          |                             |
| 5  | 28 marzo 2007                                                 | ISBN 978-4-04-712487-5                                                      |                             |
| 6  | 7 gennaio 2008                                                | ISBN 978-4-04-712526-1                                                      |                             |
| 7  | 7 aprile 2008                                                 | ISBN 978-4-04-712540-7                                                      |                             |
| 8  | 25 aprile 2008 (ed. limitata) 7 maggio 2008 (ed. regolare)    | ISBN 978-4-04-712546-9 (ed. regolare) ISBN 978-4-04-712545-2 (ed. limitata) |                             |
| 9  | 19 dicembre 2008 (ed. limitata) 7 gennaio 2009 (ed. regolare) | ISBN 978-4-04-712585-8 (ed. regolare) ISBN 978-4-04-712567-4 (ed. limitata) |                             |
| 10 | 7 maggio 2009                                                 | ISBN 978-4-04-712602-2                                                      |                             |
| 11 | 8 dicembre 2009                                               | ISBN 978-4-04-712637-4                                                      |                             |
| 12 | 7 settembre 2010                                              | ISBN 978-4-04-712681-7                                                      |                             |
| 13 | 9 febbraio 2011                                               | ISBN 978-4-04-712709-8                                                      |                             |
| 14 | 7 settembre 2011                                              | ISBN 978-4-04-712744-9                                                      |                             |
| 15 | 7 maggio 2012                                                 | ISBN 978-4-04-712793-7                                                      |                             |

### Anime
Un adattamento anime prodotto da Madhouse e diretto da Masayuki Sakoi, è stato trasmesso in Giappone dal 5 aprile al 21 giugno 2008 su AT-X per un totale di dodici episodi. Le sigle sono rispettivamente Special Life! (lett. "Vita speciale") di Kotoko in apertura e Wakugai!! (ワクガイ！！? lett. "Ragazzo eccitante!") di Yoshiki Fukuyama in chiusura. Un episodio OAV è stato pubblicato il 22 dicembre 2008 in allegato all'edizione limitata del nono volume del manga.

#### Episodi
| Nº  | Titolo italiano (traduzione letterale) Giapponese 「Kanji」 - Rōmaji                                                           | In onda          | In onda |
| Nº  | Titolo italiano (traduzione letterale) Giapponese 「Kanji」 - Rōmaji                                                           | Giapponese       |         |
| 1   | Piacere di conoscerti, maestro! 「はじめましてだ、ご主人!」 - Hajimemashite da, goshujin-sama!                                 | 5 aprile 2008    |         |
| 2   | Esperto nell'amare i seni enormi 「博士の愛した巨乳」 - Hakase no ai shita kyonyū                                              | 12 aprile 2008   |         |
| 3   | Il romanticismo non si ferma? 「ロマンティックが止まらない?」 - Romantikku ga tomaranai?                                       | 19 aprile 2008   |         |
| 4   | Perizoma e seni grandi 「ヒモとボイン」 - Himo to boin                                                                         | 26 aprile 2008   |         |
| 5   | Maid Ninpo, tecnica della ragazza del liceo 「メイド忍法 女子高生の術」 - Meido Ninpō, joshikōsei no jutsu                     | 3 maggio 2008    |         |
| 6   | La goffa cameriera non si guarda indietro 「ドジッ娘メイドは振り向かない」 - Dojikko Meido wa furimukanai                      | 10 maggio 2008   |         |
| 7   | Spada di Naeka. Capitolo dell'allenamento in montagna Kurama 「なえかの剣 鞍馬山修行編」 - Naeka no Ken. Kuramayama shūgyō hen | 17 maggio 2008   |         |
| 8   | Quel nome è straordinario! Fragola Mascherata 「その名は怪傑!いちご仮面」 - Sono nao wa kaiketsu! Ichigo Kamen                 | 24 maggio 2008   |         |
| 9   | Servizio dolce, nel mezzo del décolleté 「甘いご奉仕 谷間の中に」 - Amai go hōshi tanima no naka ni                            | 31 maggio 2008   |         |
| 10  | Punta al bene! 「ファインをねらえ!」 - Fain wo nerae!                                                                          | 7 giugno 2008    |         |
| 11  | Seni di una notte di mezza estate 「真夏の夜の乳」 - Manatsu no yoru no chichi                                                 | 14 giugno 2008   |         |
| 12  | Addio, caro domestico 「さらば愛しきメイドガイ」 - Saraba itoshiki Meidogai                                                    | 21 giugno 2008   |         |
| OAV | Estate e tanti seni 「夏と胸の多く」 - Natsu to mune no ōku                                                                    | 22 dicembre 2008 |         |

#### Pubblicazioni
Gli episodi di Kamen no Maid Guy sono stati raccolti in sei volumi DVD, distribuiti in Giappone per il mercato home video dal 25 giugno al 21 novembre 2008.
| Volume |         |                       |
| Volume | Episodi | Data di pubblicazione |
| ------ | ------- | --------------------- |
| 1      | 1-2     | 25 giugno 2008        |
| 2      | 3-4     | 25 luglio 2008        |
| 3      | 5-6     | 22 agosto 2008        |
| 4      | 7-8     | 26 settembre 2008     |
| 5      | 9-10    | 24 ottobre 2008       |
| 6      | 11-12   | 21 novembre 2008      |

### Videogioco
Un videogioco di genere picchiaduro a incontri intitolato Kamen no Maid Guy: Boyoyon Battle Royale (仮面のメイドガイ ボヨヨンバトルロワイヤル?, Kamen no Meido Gai Boyoyon Batoru Rowaiyaru) e sviluppato da Gadget Soft è stato pubblicato per PlayStation Portable il 26 febbraio 2009 esclusivamente in Giappone. Il gioco ha ottenuto un punteggio di 22/40 dalla rivista Famitsū, basato sulla somma dei punteggi (da 0 a 10) dati al gioco da quattro recensori della rivista.

### Altro
Un radiodramma è stato trasmesso su Radio Osaka all'interno del programma Fujimi Teenage Fan Club dal 15 ottobre al 5 novembre 2006 per un totale di quattro episodi. La serie andava in onda ogni domenica e aveva come protagonisti i doppiatori che interpretavano i vari personaggi, quest'ultimi differenti da quelli impiegati nella serie animata. Le puntate venivano caricate on-demand sul sito web ufficiale di Fujimi Shobō il lunedì successivo alle 23.
Dalla serie sono stati tratti anche diversi drama CD. Il primo di questi è Fujimi Drama CD Collection Kamen no Maid Guy (富士見ドラマCDコレクション 仮面のメイドガイ?, Fujimi Dorama CD Korekushon Kamen no Meido Gai), che raccoglie tutte le puntate dello sceneggiato radiofonico precedente assieme ad altre quattro inedite portando così il numero a otto; è uscito il 30 maggio 2007 in due edizioni, una regolare e una speciale denominata Fujiwara Limited Ver. contenente il commento della doppiatrice Yuka Iguchi, che qui interpreta la protagonista femminile Naeka Fujiwara. Il secondo drama CD è uscito il 25 luglio 2008 in allegato all'edizione limitata del secondo volume DVD dell'anime e funge da crossover con i personaggi di To Heart 2, Shakugan no Shana e Higurashi no naku koro ni, dove appaiono alcuni dei protagonisti provenienti da ogni opera. Il terzo disco è stato pubblicato il 22 agosto 2008 mentre il quarto 22 ottobre seguente.
Due radio CD sono usciti rispettivamente il 25 luglio e il 26 settembre 2008.

## Accoglienza
Tim Jones di THEM Anime Reviews ha assegnato 2 stelle su 5 all'anime, criticando la sceneggiatura e i personaggi definendoli carenti, tuttavia lodò la qualità dei disegni e la decente qualità delle animazioni, affermando che Madhouse avrebbe potuto utilizzare il budget speso per quest'opera in un'altra di gran lunga superiore. Il recensore scrisse che Kamen no Maid Guy non era comunque un prodotto assolutamente orribile, i primi episodi gli erano piaciuti, Kogarashi era un personaggio molto divertente ma limitato dall'essere presente in una serie così odiosa e mediocre.